# Pak Doo-ik
Pak Doo-ik (Chosungul: 박두익; Hanja: 朴斗翼; sinh ngày 17 tháng 12 năm 1936) là một cựu cầu thủ bóng đá người Triều Tiên. Ông là một trong những thành viên của đội tuyển Cộng hòa Dân chủ Nhân dân Triều Tiên tham dự Giải vô địch bóng đá thế giới 1966 tại Anh, ghi được 1 bàn thắng, loại đội tuyển Ý tại vòng bảng.

## Sự nghiệp thi đấu
Pak Doo-ik sinh ra ở Bình Nhưỡng. Ông đại diện cho Đội tuyển bóng đá quốc gia Cộng hòa Dân chủ Nhân dân Triều Tiên tại Giải vô địch bóng đá thế giới 1966 ở Anh, ghi bàn thắng duy nhất trong chiến thắng 1–0 trước Ý trên sận vận động Ayresome Park, Middlesbrough, một trận đấu sau này được chuyển thể thành phim The Game of their Lives của đạo diễn người Anh Daniel Gordon.
Kết quả này vẫn được coi là một trong những thất bại bất ngờ từ trước đến nay của giải đấu, với việc Ý - đội đồng giữ kỷ lục hai chức vô địch thế giới lúc bấy giờ - được nhiều người kỳ vọng sẽ không gặp khó khăn gì trong việc đánh bại Triều Tiên, đội mới có lần đầu tham dự giải đấu.
Được xếp chung bảng với Ý, Chile và Liên Xô, Triều Tiên thi đấu tại Middlesbrough trong suốt giải đấu, thi đấu các trận đấu của họ trên sân vận động Ayresome Park. Sau thất bại 0-3 trước Liên Xô, màn thể hiện quả cảm và tinh thần của họ trong trận hòa 1-1 trước Chile đã chiếm được cảm tình của người dân địa phương. Chiến thắng 1-0 đầy bất ngờ trước đội tuyển Ý hùng mạnh lúc bấy giờ càng củng cố thêm sự nổi tiếng của họ trong thị trấn. Pak phát biểu trong chuyến trở lại Middlesbrough cùng với các thành viên còn sống của đội tuyển Triều Tiên năm 1966 vào năm 2002, rằng "Đó là ngày tôi học được rằng bóng đá không chỉ có chiến thắng. Tôi học được rằng bóng đá có thể cải thiện quan hệ ngoại giao và thúc đẩy hòa bình."
Sau chiến thắng đó, Pak, lúc đó là hạ sĩ trong Quân đội Nhân dân Triều Tiên, được thăng cấp trung sĩ.
Một vé xem trận đấu ban đầu được trưng bày cùng với các hiện vật lịch sử bóng đá khác ở bảo tàng FIFA World Football Museum ở Zürich.
Mặc dù Triều Tiên đã dẫn trước 3–0, nhưng cuối cùng vẫn để thua Bồ Đào Nha 3–5 trong trận tứ kết diễn ra tại sân vận động Goodison Park, họ vẫn được 3.000 người hâm mộ từ Middlesbrough đến cổ vũ. Những người này đã thực hiện cuộc hành trình từ bờ biển này sang bờ biển khác dài 150 dặm để hỗ trợ họ. Pak và các đồng đội của anh đã ghi dấu ấn tại một thị trấn, một khu vực và ghi tên mình vào văn hóa dân gian của World Cup.
Sau giải đấu, Pak rời quân đội, giã từ sự nghiệp bóng đá và trở thành huấn luyện viên thể dục dụng cụ. Một truyền thuyết đô thị của Ý tồn tại trên các phương tiện thông tin đại chúng cho rằng Pak là một nha sĩ, mặc dù thực tế không phải vậy.
Sân vận động Ayresome Park bị phá bỏ vào năm 1997 và một khu nhà ở được xây dựng trên địa điểm này. Để tôn vinh bàn thắng nổi tiếng, trong khu vườn phía trước của một ngôi nhà mới, người ta đã đặt vĩnh viễn các dấu giày bóng đá bằng gang trên mặt đất, tại vị trí chính xác của chân Pak Doo-ik khi ông ghi bàn vào lưới Ý bằng cú sút từ rìa vòng cấm.
Trong cuộc rước đuốc trước Thế vận hội Mùa hè 2008 ở Bình Nhưỡng, ông là người đầu tiên cầm ngọn đuốc.

## Bàn thắng quốc tế
Tỷ số và kết quả liệt kê bàn thắng đầu tiên của Bắc Triều Tiên, cột điểm cho biết điểm số sau mỗi bàn thắng của Pak Doo-ik.
| #  | Thời gian            | Địa điểm                                               | Đối thủ | Ghi bàn | Kết quả | Giải đấu                                     |
| -- | -------------------- | ------------------------------------------------------ | ------- | ------- | ------- | -------------------------------------------- |
| 1. | 21 tháng 11 năm 1965 | Sân vận động Olympic Phnôm Pênh, Phnôm Pênh, Campuchia | Úc      | 1–0     | 6–1     | Vòng loại Giải vô địch bóng đá thế giới 1966 |
| 2. | 19 tháng 7 năm 1966  | Ayresome Park, Middlesbrough, Anh                      | Ý       | 1–0     | 1–0     | Giải vô địch bóng đá thế giới 1966           |